# Johann Nikolaus Böhl von Faber

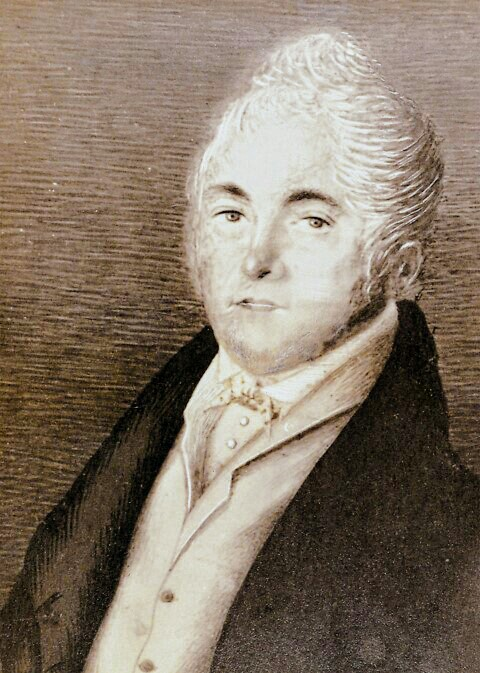
Konsul Johann Nikolaus Böhl von Faber

Johann Nikola(u)s Böhl von Faber, spanisch auch Juan Nicolás Böhl de Faber, (* 9. Dezember 1770 in Hamburg; † 9. November 1836 nahe Cádiz) war ein deutscher Kaufmann, Konsul der Hansestädte in Cádiz, mecklenburgischer Gutsbesitzer und Literatursammler.

## Leben
Johann Nikolaus Böhl und Lütkens war der älteste Sohn von Johann Jakob Böhl (1727–1786) und dessen Ehefrau Cäcilia Ilsabe, geb. Lütkens. Vorfahren der Familie hatten als Kaufleute in Stralsund gearbeitet. Jacob Böhl zog mit seinen Brüdern von dort 1750 nach Hamburg, wo sein erster Sohn als Nikolas Böhl zur Welt kam. Der Vater eröffnete hier ein Handelsunternehmen und gründete wenig später eine Niederlassung in Cádiz, die zu den ersten dieser Art in Europa gehörte. Da das Geschäft mit Amerika sehr profitabel war, gehörte das Unternehmen schnell zu den bedeutendsten in Europa. Johann Jakob Böhl erwarb ein großes Vermögen. Nach seinem Tod heiratete die verwitwete Cecilie Böhl 1787 den preußischen Advokaten Martin Jakob Faber (1752–1827), ab 1802 Ritter und Edler von Faber. Dieser adoptierte Nikolas Böhl 1806 unter dem Namen Böhl genannt Faber. Am 8. April 1806 erhielt Nikolas Böhl gen. Faber als vormaliger Konsul der Hansestädte in Cádiz und Gutsherr auf Görslow den Reichsadelsstand. Seitdem trug Nikolas Böhl den Namenszusatz „von Faber“.

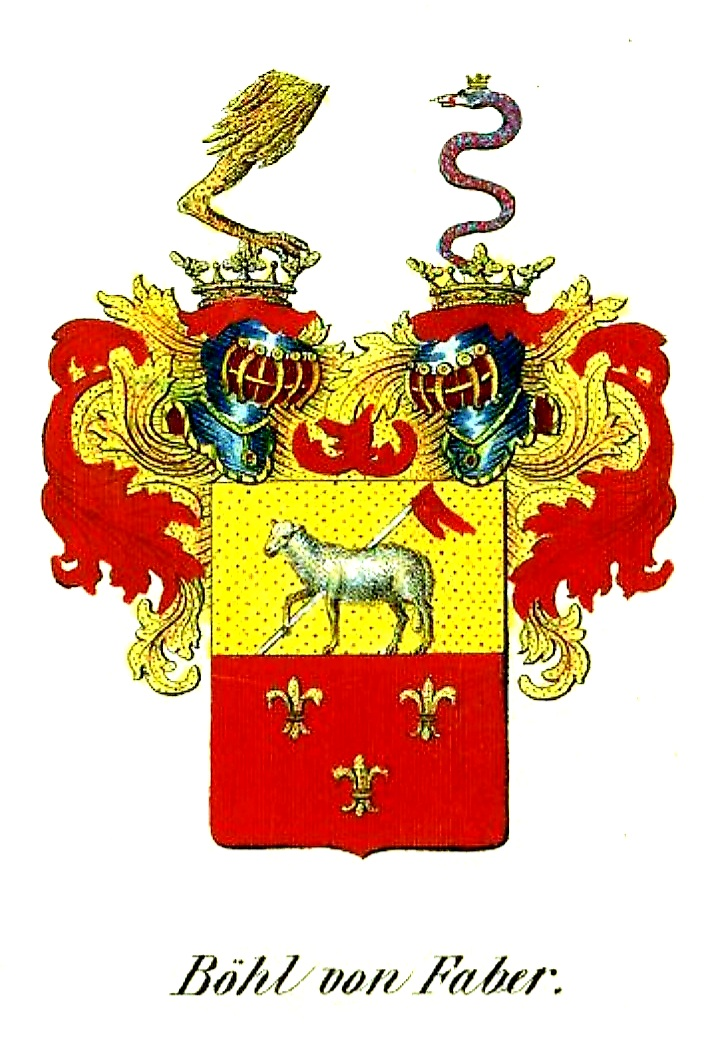
Wappen derer Böhl von Faber

Der Vater Johann Jakob Böhl stand in engem Kontakt mit dem Pädagogen Joachim Heinrich Campe. Zusammen mit seinen Freunden Johannes Schuback und Polycarp August Leisching überzeugte er Campe, in Hamburg sesshaft zu werden. Der Pädagoge gründete hier das Camp'sche Institut, in dem er Johann Nikolaus Böhl und dessen drei Brüder bis zur Auflösung der Einrichtung 1783 erzog. Campe nahm Nikolas Böhl 1779 in seinen Roman Robinson der Jüngere als „Johannes“ auf. Böhl kehrte daraufhin in den Haushalt seiner Eltern zurück und unternahm 1784 eine Bildungsreise nach England. Ab 1785 arbeitete er im Unternehmen seines Vaters in Cádiz. Ab Ende 1794 leitete er das Unternehmen gemeinsam mit seinem jüngeren Bruder Gottfried Böhl. 
1796 heiratete er die katholische Spanierin Frasquieta de Larea, die Tochter einer Irin war. Er hielt stets Kontakte nach Hamburg und erwarb ein Haus in Braunschweig, in das er mit seiner Frau und deren Mutter einzog. Da die Frauen sich hier nicht wohlfühlten, verkaufte er das Anwesen wieder und ließ sich in Chiclana de la Frontera nahe Cádiz nieder.  Nach Aufenthalten in der Schweiz erwarb er 1805 ein Gut in Görslow bei Leetzen, in das er Ende desselben Jahres mit seiner Familie einzog. 
Nachdem ihn seine Frau und die Schwiegermutter erneut gen Spanien verlassen hatten, blieb Böhl mit seiner ältesten Tochter Cecilia und seinem einzigen Sohn, die er selbst unterrichtete, in Deutschland. Während dieser Zeit studierte er zunehmend religiöse und mystische Literatur, worüber er sich mit seinem Freund Nikolaus Heinrich Julius, den er seit 1809 kannte, August Campe und anderen austauschte. Die Tochter Cecilia wurde später, bekannt unter dem Pseudonym Fernán Caballero, spanische Schriftstellerin. Aufgrund der Koalitionskriege verlor Böhl einen Großteil seines Vermögens. Im August 1813 konvertierte er zum katholischen Glauben. Er verkaufte mit großem Verlust das Anwesen in Mecklenburg und ging im selben Jahr zurück nach Cádiz.
Freunde ermöglichten ihm, in Spanien eine Assecuranz-Compagnie zu gründen. Später leitete er das englische Weingeschäft Duff, Gordon & Comp. Derart finanziell abgesichert wandte er sich verstärkt der Literatur zu. Da er sich vorwiegend für romantische Literatur interessierte, studierte er insbesondere altspanische Dichter. Stark beeinflusst von August Wilhelm Schlegel setzte sich Böhl öffentlich für das ältere spanische Theater und den Dramatiker Pedro Calderón de la Barca ein. Er sammelte zahlreiche dramatische und lyrische Werke und versuchte, deren Neuauflagen zu ermöglichen. Seine Sammlung mit dem Titel „Floresta“ erschien 1821 in einem ersten, von seinem Freund Julius Friedrich von Perthes vermittelten Band. Es handelte sich dabei um eine Anthologie altspanischer Gedichte, die Böhl lange vorbereitet hatte. Später gab er, erneut mit Hilfe von Perthes, eine weitere Sammlung spanischer Theaterstücke heraus. Die Königliche Sprachakademie zu Madrid ehrte ihn hierfür 1820 mit der Ehrenmitgliedschaft.
Böhl, der seit 1816 hamburgischer Konsul in Cádiz war, starb 1836. Seine Büchersammlung ging zunächst, seinem Wunsch entsprechend, in den Besitz der Hamburgischen Staatsbibliothek über. Die spanische Regierung kaufte sie später den Erben ab und übergab sie an eine Bibliothek in Madrid. Literaturforscher erkannten Böhls Bedeutung für die spanische und deutsche Literatur erst im 20. Jahrhundert.